# Hank Azaria
Henry Albert „Hank” Azaria (n. 25 aprilie 1964, New York City, New York, SUA) este un actor și producător american.
Este cunoscut ca fiind una din vocile principale ale serialului Familia Simpson.
A mai jucat în filme ca: Godzilla (1998), "O noapte la muzeu 2" (2009), "Ștrumpfii (film)" (2011), The Birdcage (1996), Mystery Men (1999), America's Sweethearts (2001), Shattered Glass (2003), Along Came Polly (2004), Run Fatboy Run (2007).
S-a născut într-o familie de evrei sefarzi vorbitoare de limbă ladino, bunicii săi fiind din Salonic, Grecia.
A studiat actoria la Tufts University din Medford (Comitatul Middlesex).
Aici îl cunoaște pe Oliver Platt al cărui talent l-a inspirat și cu care joacă în diverse piese ca Neguțătorul din Veneția".
După o relație cu actrița Julie Warner, în 1994 începe o relație cu Helen Hunt cu care se căsătorește în vara lui 1999 printr-o ceremonie de tip evreiesc.
Pentru activitatea sa a primit numeroase premii.
Astfel, pentru rolul din "Familia Simpson" a primit Primetime Emmy Award, pentru rolul din Anastasia (1997) a obținut Annie Award.
Pentru participarea în "O noapte la muzeu 2", i s-a decernat 'Teen Choice Awards.

## Legături externe
Materiale media legate de Hank Azaria la Wikimedia Commons
- Hank Azaria la Internet Movie Database
- en Hank Azaria la Internet Broadway Database
- Hank Azaria la Allmovie
- @HankAzaria pe Twitter